# Peštani
Peštani (makedonska: Пештани) är en ort i Nordmakedonien. Den ligger i kommunen Ohrid, i den sydvästra delen av landet, 120 kilometer söder om huvudstaden Skopje. Peštani ligger 699 meter över havet och antalet invånare är 1 326. Den ligger vid Ohridsjön.